# Trichopoda ciliata
Trichopoda ciliata là một loài ruồi trong họ Tachinidae.